# Cốc Rế
Cốc Rế là một xã thuộc huyện Xín Mần, tỉnh Hà Giang, Việt Nam.

## Địa lý
Xã Cốc Rế có vị trí địa lý:
- Phía đông giáp xã Trung Thịnh và xã Thu Tà
- Phía tây giáp xã Tả Nhìu
- Phía nam giáp xã Chế Là
- Phía bắc giáp xã Thèn Phàng.

Xã Cốc Rế có diện tích 14,40 km², dân số năm 2019 là 2.306 người, mật độ dân số đạt 160 người/km².

## Hành chính
Xã Cốc Rế được chia thành 9 thôn bản: Sang Lẩm, Cốc Đông, Cốc Rế, Trang Khâu, Lùng Vài, Lùng Táo, Cốc Cái, Nấm Ngà, Đông Thanh.

## Lịch sử
Trước đây, là một xã thuộc huyện Hoàng Su Phì.
Ngày 15 tháng 12 năm 1962, Hội đồng Chính phủ ban hành Quyết định 211/1962/QĐ-CP về việc chia xã Chế Là thành xã Cốc Rế và xã Chế Là.
Ngày 1 tháng 4 năm 1965, Hội đồng Chính phủ ban hành Quyết định số 49-CP về việc thành lập huyện Xín Mần trên cơ sở tách xã Cốc Rế thuộc huyện Hoàng Su Phì.